# Anas nesiotis
La cerceta de Campbell o cerceta de la Campbell (Anas nesiotis) es una especie de ave anseriforme de la familia Anatidae. Esta anátida es un endemismo de las islas Campbell, pequeño archipiélago al sur de Nueva Zelanda y actualmente se considera como una especie vulnerable.